# Jouko Hautala

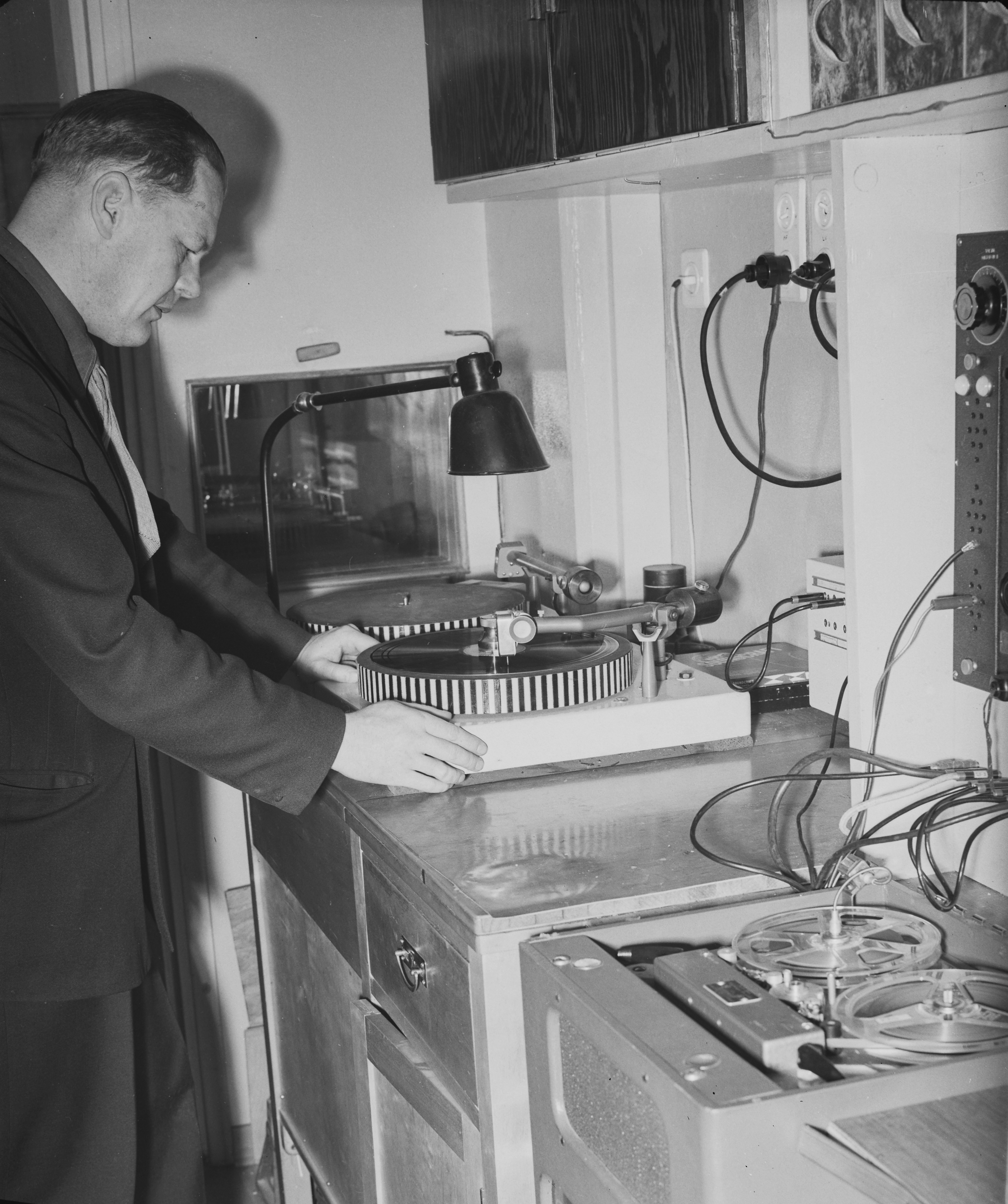
Jouko Hautala år 1953.

Jouko Johannes Abraham Hautala, född 27 juni 1910 i Uleåborg, död 5 oktober 1983 i Helsingfors, var en finländsk folklorist. 
Hautala var från 1937 verksam vid Finska litteratursällskapets folkdiktsarkiv och dess föreståndare 1948–61. Han blev filosofie doktor 1946, docent 1947 vid Helsingfors universitet och var 1961–71 personlig e.o. professor i finsk och jämförande folkdiktsforskning. Han företog insamlingsresor i Finland och publicerade ett flertal folkloristiska arbeten, bland annat Suomen kansan arvoituskirja (1946, tillsammans Martti Haavio) och Suomalainen kansanrunoudentutkimus (1954) samt skrev Kaarle Krohn as a Folklorist (1964) och Finnish Folklore Research 1828–1918 (1969).